# Pholcus spilis
Pholcus spilis är en spindelart som beskrevs av Zhu och Gong 1991. Pholcus spilis ingår i släktet Pholcus och familjen dallerspindlar. Inga underarter finns listade i Catalogue of Life.